# Emmanuel Collard

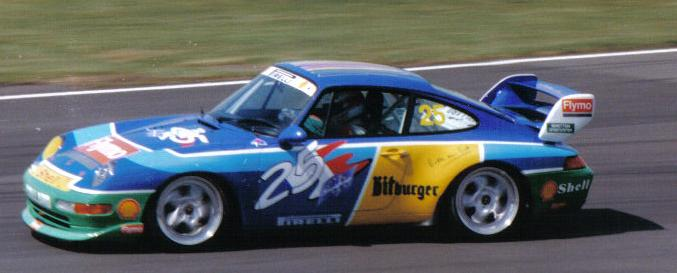
Emmanuel Collard en la fecha de Silverstone de la Supercopa Porsche 1995.

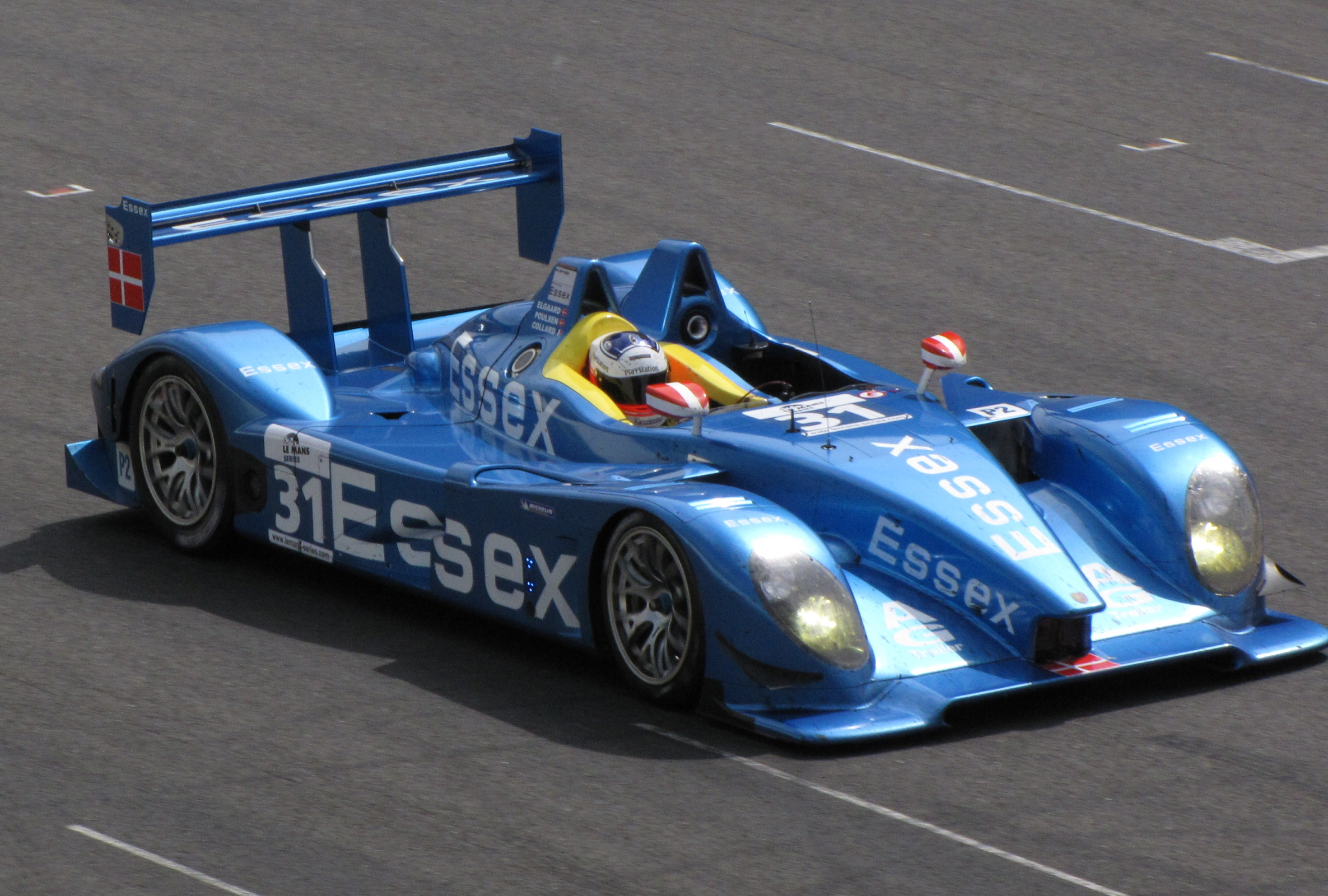
Emmanuel Collard pilotando un Porsche RS Spyder en los 1000 km de Spa de 2009.

Emmanuel Collard (Arpajon, Essonne, Francia; 3 de abril de 1971) es un piloto de automovilismo de velocidad que se destacó en automóviles deportivos. Ganó el Campeonato de la FIA de Sport Prototipos en 1998 y 1999, y la European Le Mans Series en 2005, 2006 y 2011. Asimismo, obtuvo victorias absolutas en las 24 Horas de Daytona de 2005, las 12 Horas de Sebring de 2008, las 24 Horas de Spa de 1999 y Petit Le Mans 1998, además de victorias de clase en 16 carreras del Campeonato FIA GT y varias de las principales carreras de resistencia.

## Karting y monoplazas
En su juventud, Collard fue campeón mundial de la Fórmula A de karting. En 1989 se inició en monoplazas al resultar subcampeón de la Fórmula Renault Francesa. El invierno siguiente probó un Fórmula 1 a la edad de 18 años, el más joven hasta entonces en pilotar uno. En 1990 se desempeñó como piloto de pruebas del equipo Ligier de Fórmula 1 y fue campeón de la Fórmula Renault Francesa. Al año siguiente, Collard compitió en Fórmula 3 y luego disputó las dos fechas finales de la Fórmula 3000 Internacional para el equipo Apomatox. En 1992 fue piloto titular de ese equipo; arribó en zona de puntos en cuatro fechas y teriminó el año octavo. En esos años también probó para Benetton año 1995, Larrousse año 1995 (escudería que no participó en ninguna del Campeonato Mundial de ese año) Williams año 1994, Jordan año 1996 y Tyrrell años 1995 y 1996.

## Sport prototipos y gran turismos
Al no conseguir apoyo económico para competir en Fórmula 1, Collard dejó los monoplazas por los automóviles deportivos y se inscribió en la Supercopa Porsche en 1995; al año siguiente ganó el campeonato. La marca alemana Porsche lo fichó como piloto oficial para competir con el Porsche 911 GT1. En 1997 estuvo cerca de sustituir tanto a Shinji Nakano como al lesionado Olivier Panis en el equipo Prost de Fórmula 1, pero finalmente no ocurrió.
Collard ganó el Campeonato de la FIA de Sport Prototipos de 1998 y 1999 con una Ferrari 333 SP del equipo JMB, en la primera ocasión con seis victorias en ocho carreras y en la otra con dos en nueve. También venció en Petit Le Mans en 1998, también con una Ferrari 333 SP pero de Risi, y en las 24 Horas de Spa de 1999 con un Peugeot 306. En 2001 venció en la clase GT de las 12 Horas de Sebring con un Porsche 911 del equipo de Alex Job.
También en 2001, Collard comenzó a competir en un Porsche 911 de la clase N-GT del Campeonato FIA GT. Allí consiguió la victoria de clase en las 24 Horas de Spa y otra victoria de clase en 2003. En 2004 ganó tres fechas del campeonato, entre ellas las 24 Horas de Spa. Luego, ganó cuatro carreras del Campeonato FIA GT, ayudando a que Gruppe M obtuviera el título de equipos. En 2006 fue noveno con una victoria. En 2007 fue quinto con un triunfo en las 24 Horas de Spa y tres segundos puestos. En 2008 fue octavo con una victoria. Collard ganó tres carreras en 2009 y terminó cuarto en la tabla de pilotos.
Del lado de la resistencia, Collard compitió en los 1000 km de Le Mans de 2003 en un Porsche 911, arribando cuarto en la clase GT. En 2004 disputó las cuatro fechas de la Le Mans Series: la primera para Pescarolo, en la que finalizó cuarto en un sport prototipo de la clase principal, y las otras tres en un Porsche 911 de la clase GT para Freisinger; fue primero en una y segundo en la otra.
Con Pescarolo, fue campeón de pilotos de la Le Mans Series en 2005 con dos victorias y un segundo puesto; además llegó segundo en las 24 Horas de Le Mans. En 2006 fue campeón nuevamente, esta vez triunfando en las cinco carreras junto a Jean-Christophe Boullion, y arribó quinto en las 24 Horas de Le Mans. Ante el arribo de Peugeot como equipo oficial, Collard llegó cuatro veces al podio pero no ganó ninguna carrera. Ese mismo año llegó tercero en las 24 Horas de Le Mans. En 2009, Collard consiguió la victoria en la clase LMP2 de las 24 Horas de Le Mans y en los 1000 km de Spa-Francorchamps para Essex. Por otra parte, fue tercero en las 24 Horas de Nürburgring en un Porsche 911 de Manthey.
En 2010, Collard corrió en las 24 Horas de Le Mans en un Chevrolet Corvette oficial de la clase GT, pero abandonó. En 2011 volvió a la Le Mans Series como piloto de Pescarolo. Con él ganó el campeonato, al vencer en las dos fechas sin rivales Diésel de Audi y Peugeot, y llegar como mejor automóvil a gasolina en una de las tres restantes. Como contracara, volvió a retirarse de las 24 Horas de Le Mans.
El francés disputó las 12 Horas de Sebring y las 24 Horas de Le Mans del Campeonato Mundial de Resistencia 2012 para Pescarolo en la clase LMP1, arribando sexto en la primera y abandonando en la segunda. También disputó las otras dos carreras estadounidenses de resistencia: las 24 Horas de Daytona con un Porsche 911 de Alex Job, y Petit Le Mans con un Porsche 911 de TRG, donde terminó tercero en la clase GTC.

## Estados Unidos
Collard también disputó las principales carreras norteamericanas de resistencia. En 2005 ganó las 24 Horas de Daytona para SunTrust; volvió a correr esa carrera en 2007 pero para Cheever. Desde 2006 hasta 2008 disputó las 12 Horas de Sebring y Petit Le Mans para el equipo Penske con un Porsche RS Spyder de la clase LMP2; llegó quinto absoluto en Petit Le Mans 2006 y séptimo en 2007, en tanto que ganó las 12 Horas de Sebring de 2008. En 2010 ganó Petit Le Mans pero en un Chevrolet Corvette oficial de la clase GT2. En 2011 corrió en Petit Le Mans con un Porsche 911 del equipo de Paul Miller sin mayores éxitos.

## Resultados

### Campeonato Mundial de Resistencia de la FIA
(Clave) (negrita indica pole position) (cursiva indica vuelta rápida)

| Año     | Escudería            | Clase    | Automóvil                           | 1   | 2   | 3   | 4   | 5   | 6   | 7   | 8   | 9   | Pos. | Puntos | Ref.  |
| ------- | -------------------- | -------- | ----------------------------------- | --- | --- | --- | --- | --- | --- | --- | --- | --- | ---- | ------ | ----- |
| 2012    | Pescarolo Team       | LMP1     | Pescarolo 01-Judd Pescarolo 03-Judd | SEB | SPA | LMS | SIL | SÃO | BHR | FUJ | SHA |     | 29.º | 10     | [ 1 ] |
| 2012    | Pescarolo Team       | LMP1     | Pescarolo 01-Judd Pescarolo 03-Judd | 5   |     | Ret |     |     |     |     |     |     | 29.º | 10     | [ 1 ] |
| 2013    | AF Corse             | LMGTE Am | Ferrari 458 Italia GT2              | SIL | SPA | LMS | SÃO | COA | FUJ | SHA | BHR |     | 22.º | 15     | [ 2 ] |
| 2013    | AF Corse             | LMGTE Am | Ferrari 458 Italia GT2              |     |     |     | 3   |     |     |     |     |     | 22.º | 15     | [ 2 ] |
| 2014    | Prospeed Competition | LMGTE Am | Porsche 997 GT3-RSR Porsche 911 RSR | SIL | SPA | LMS | COA | FUJ | SHA | BHR | SÃO |     | 9.º  | 58     | [ 3 ] |
| 2014    | Prospeed Competition | LMGTE Am | Porsche 997 GT3-RSR Porsche 911 RSR | Ret | 6   | Ret | 8   | 3   | 4   | 7   | 5   |     | 9.º  | 58     | [ 3 ] |
| 2015    | AF Corse             | LMGTE Am | Ferrari 458 Italia GT2              | SIL | SPA | LMS | NÜR | COA | FUJ | SHA | BHR |     | 2.º  | 148    | [ 4 ] |
| 2015    | AF Corse             | LMGTE Am | Ferrari 458 Italia GT2              | 2   | 2   | 3   | 3   | 3   | 3   | 1   | 4   |     | 2.º  | 148    | [ 4 ] |
| 2016    | AF Corse             | LMGTE Am | Ferrari 458 Italia GT2              | SIL | SPA | LMS | NÜR | MEX | COA | FUJ | SHA | BHR | 1.º  | 188    | [ 5 ] |
| 2016    | AF Corse             | LMGTE Am | Ferrari 458 Italia GT2              | 1   | 2   | 1   | 2   | 2   | 6   | 2   | 2   | 3   | 1.º  | 188    | [ 5 ] |
| 2017    | TDS Racing           | LMP2     | Oreca 07-Gibson                     | SIL | SPA | LMS | NÜR | MEX | COA | FUJ | SHA | BHR | 14.º | 55     | [ 6 ] |
| 2017    | TDS Racing           | LMP2     | Oreca 07-Gibson                     | 3   | 9   | Ret | 8   | 7   | 7   | 4   | 6   | 9   | 14.º | 55     | [ 6 ] |
| 2019-20 | AF Corse             | LMGTE Am | Ferrari 488 GTE EVO                 | SIL | FUJ | SHA | BHR | COA | SPA | LMS | BHR |     | 1.º  | 167    | [ 7 ] |
| 2019-20 | AF Corse             | LMGTE Am | Ferrari 488 GTE EVO                 | 1   | 2   | 4   | 4   | 4   | 1   | 3   | 2   |     | 1.º  | 167    | [ 7 ] |